# Wanda Marasco
Wanda Marasco (geboren 6. Mai 1953 in Neapel) ist eine italienische Schriftstellerin.

## Leben
Wanda Marasco schloss das Philosophiestudium mit einer Laurea ab und studierte anschließend Schauspiel und Theaterregie an der Accademia nazionale d’arte drammatica „Silvio D’Amico“ in Rom bei Ruggero Jacobbi (1920–1981). Marasco wurde Lehrerin für Lettere an der Berufsschule (Istituto Tecnico Industriale) Galileo Ferraris im Armenviertel Scampia in Neapel.
Marasco veröffentlichte 1977 ihren ersten Gedichtband Gli strumenti scordati. Sie wurde mit verschiedenen Literaturpreisen ausgezeichnet, so erhielt sie 1997 den Premio Montale für die Erzählung Voc e Poè, weiter 2003 den Premio Bagutta Opera Prima für den Roman L’arciere d’infanzia, 2004 den Premio Bagutta. Der Roman Il genio dell'abbandono über den Maler Vincenzo Gemito kam 2015 auf die Longlist des Premio Strega und wurde im Teatro Stabile di Napoli auf die Bühne gebracht. 2017 kam ihr Roman La compagnia delle anime finte auf die Shortlist des Premio Strega, er wurde auch ins Deutsche übersetzt.

## Werke (Auswahl)
- Gli strumenti scordati. Florenz : Vallecchi, 1977
- L'attrito agli specchi. Foggia : Bastogi, 1979
- Deus Inversus. Manduria : Lacaita, 1980
- Le fate e i detriti. Manduria : Lacaita, 1988
- Voc e Poè. Pasian di Prato : Campanotto, 1997
- Madre e figlia. Salerno : Ripostes Scuola, 1994
- L'arciere d'infanzia. Vorwort Giovanni Raboni. Lecce : Manni, 2003 ISBN 88-8176-335-4
- Antonio Spagnuolo, Stelvio Di Spigno (Hrsg.): Da Napoli/Verso. Neapel : Kairòs, 2007
- La fatica dello stormo. Mailand : La vita felice, 2013. ISBN 978-88-7799-507-0
- Il genio dell'abbandono. Mailand : Neri Pozza, 2015
- La Compagnia delle anime finte. Mailand : Neri Pozza, 2017 ISBN 978-88-545-1393-8
  - Am Hügel von Capodimonte. Übersetzung Annette Kopetzki. Wien : Zsolnay, 2018
- Di spalle a questo mondo. Vicenza : Neri Pozza Editore, 2025  ISBN 978-88-545-1749-3